# Rica Perrone
Ricardo Perrone Vasconcelos (São Paulo, 24 de outubro de 1978), mais conhecido como Rica Perrone, é um blogueiro, youtuber, jornalista esportivo e escritor brasileiro.
Rica possui 2 canais na internet, o Canal "Cara a Tapa", voltado para entrevistas com celebridades do esporte e da política, e o Canal "Rica Perrone", onde ele dá sua opinião em temas relacionados ao esporte.

## Carreira
Formado em Comunicação Social, Rica iniciou seus trabalhos como jornalista esportivo na Band FM, de São Paulo, em 1997.
Ficou na emissora pouco tempo, passando a se dedicar ao jornalismo freelancer, oferendo conteúdo para os veículos de comunicação mais tradicionais, chegando a fazer parcerias com a Globo.com, por exemplo.
Apaixonado por Fórmula 1 e fã de Ayrton Senna, trabalhou no site de Deva Pascovicci na América Online e chegou a criar uma Rádio Online para comentar Fórmula 1.

## Livros Publicados
| Ano de Lançamento | Título do Livro | ISBN              | Selo/Editora     |
| ----------------- | --------------- | ----------------- | ---------------- |
| 2014              | #TeveCopa       | 978-85-86575-68-6 | Estante do Autor |

## Prêmios e Honrarias
- 2022 - Medalha Tiradentes da ALERJ[6]